# Maisoncelle-Tuilerie
Maisoncelle-Tuilerie település Franciaországban, Oise megyében. Lakosainak száma 287 fő (2022. január 1.). Maisoncelle-Tuilerie Froissy, Hardivillers, Oursel-Maison, Puits-la-Vallée, Sainte-Eusoye és Troussencourt községekkel határos.

## Népesség
A település népességének változása:
| Lakosok száma | 310  | 301  | 303  | 301  | 295  | 290  | 284  | 282  | 287  |
|               | 2013 | 2015 | 2016 | 2017 | 2018 | 2019 | 2020 | 2021 | 2022 |